# Servis
Servis este o arie protejată (arie specială de conservare — SAC, sit de importanță comunitară — SCI) din Italia întinsă pe o suprafață de 313 ha, integral pe uscat.

## Localizare
Centrul sitului Servis este situat la coordonatele 45°56′14″N 11°04′10″E / 45.937222°N 11.069444°E.

## Înființare
Situl Servis a fost declarat sit de importanță comunitară în iunie 1995 pentru a proteja 18 specii de animale. Situl a fost protejat și ca arie specială de conservare în martie 2014.

## Biodiversitate
Situată în ecoregiunea alpină, aria protejată conține 12 habitate naturale: Pajiști cu Molinia pe soluri calcaroase, turboase sau argilos-nămoloase (Molinion caeruleae), Mlaștini alcaline, Pajiști carstice calcaroase sau bazofile, de Alysso-Sedion albi, Pajiști uscate seminaturale și facies de acoperire cu tufișuri pe substraturi calcaroase (Festuco-Brometalia) (* situri importante pentru orhidee), Fânețe de joasă altitudine (Alopecurus pratensis, Sanguisorba officinalis), Formațiuni de Juniperus communis pe lande sau pajiști calcaroase, Izvoare petrifiante cu formare de travertin (Cratoneurion), Grohotișuri termofile și vest-mediteraneene, Păduri aluvionare cu Alnus glutinosa și Fraxinus excelsior (Alno-Padion, Alnion incanae, Salicion albae), Pante stâncoase calcaroase cu vegetație casmofită, Liziere de ierburi înalte hidrofile de câmpie și de nivel montan până la alpin, Lespezi calcaroase.
La baza desemnării sitului se află mai multe specii protejate:
- păsări (17): potârnichea de stâncă (Alectoris graeca), caprimulg (Caprimulgus europaeus), presură de grădină (Emberiza hortulana), vânturel roșu (Falco tinnunculus), capîntortură (Jynx torquilla), sfrâncioc roșiatic (Lanius collurio), privighetoare (Luscinia megarhynchos), gaia neagră (Milvus migrans), muscar sur (Muscicapa striata), ciuf-pitic (Otus scops), viespar (Pernis apivorus), pitulice-fluierătoare (Phylloscopus trochilus), ciocănitoarea verde (Picus viridis), turturică (Streptopelia turtur), silvie de zăvoi (Sylvia borin), silvie porumbacă (Sylvia nisoria), pupăză (Upupa epops)
- amfibieni (1): izvoraș-cu-burta-galbenă (Bombina variegata)

Pe lângă speciile protejate, pe teritoriul sitului au mai fost identificate 55 de specii de plante, 4 specii de amfibieni, 9 specii de mamifere, 6 specii de reptile.